# Temnothorax argentipes
Temnothorax argentipes is een mierensoort uit de onderfamilie van de Myrmicinae. De wetenschappelijke naam van de soort werd voor het eerst geldig gepubliceerd in 1928 door William Morton Wheeler.